# Partidului Liberal
Partidului Liberal (Liberala partiet) var ett politiskt parti i Moldavien, bildat den 24 mars 2002 genom samgående mellan de tre partierna:
- Partiet för Moldaviens återfödelse och försoning
- Socialliberala unionen Moldavisk kraft
- Nationella jordbrukarpartiet Kristdemokraterna

2003 gick liberalerna ihop med tre andra partier och bildade alliansen Vårt Moldavien.